# Lydney
Lydney é uma pequena cidade e paróquia de Forest of Dean, no condado de Gloucestershire, na Inglaterra. De acordo com o Censo de 2011, tinha 8776 habitantes. Tem uma área de 20,9 km².